# Pays-Bas aux Jeux olympiques d'été de 1948
Les Pays-Bas participent aux Jeux olympiques d'été de 1948 à Londres au Royaume-Uni. 149 athlètes néerlandais, 115 hommes et 34 femmes, ont participé à 74 compétitions dans 18 sports. Ils y ont obtenu onze médailles : cinq d'or, deux d'argent et neuf de bronze.

## Médailles
Fanny Blankers-Koen sur le point de remporter l’épreuve du 80 m haies. L’une de ses trois victoires en athlétisme
| Médaille | Discipline       | Épreuve                           | Athlète | Performance | Date |
| -------- | ---------------- | --------------------------------- | --- | ----------- | ---- |
| Or       | Athlétisme       | 100 m femmes                      | Fanny Blankers-Koen |             |      |
| Or       | Athlétisme       | 200 m femmes                      | Fanny Blankers-Koen |             |      |
| Or       | Athlétisme       | 80 m haies femmes                 | Fanny Blankers-Koen |             |      |
| Or       | Athlétisme       | Relais 4 × 100 mètres femmes      | Xenia Stad-de Jong Netty Witziers-Timmer Gerda van der Kade-Koudijs Fanny Blankers-Koen |             |      |
| Or       | Natation         | 200 m brasse femmes               | Nel van Vliet |             |      |
| Argent   | Canoë-kayak      | 500 mètres kayak monoplace femmes | Alida van der Anker-Doedens |             |      |
| Argent   | Cyclisme         | Course en ligne                   | Gerrit Voorting |             |      |
| Bronze   | Athlétisme       | 1 500 m hommes                    | Willem Slijkhuis |             |      |
| Bronze   | Athlétisme       | 5 000 m hommes                    | Willem Slijkhuis |             |      |
| Bronze   | Natation         | 100 m nage libre femmes           | Marie-Louise Linssen-Vaessen |             |      |
| Bronze   | Natation         | 4 × 100 m nage libre femmes       | Irma Heijting-Schuhmacher Margot Marsman Marie-Louise Linssen-Vaessen Hannie Termeulen |             |      |
| Bronze   | Voile            | Firefly                           | Jacobus de Jong |             |      |
| Bronze   | Voile            | Star                              | Adriaan Maas, Edward Stutterheim |             |      |
| Bronze   | Haltérophilie    | Lourds                            | Abraham Charité |             |      |
| Bronze   | Hockey sur gazon |                                   | Antonius Maria Richter, Henri Jean Joseph Derckx, Johan Frederik Drijver, Jenne Langhout, Hermanus Pieter Loggere, Edouard Herbert Tiel, Willem van Heel, Rius Theo Esser, Andries Cornelis Dirk Boerstra, Pieter Marie Johan Bromberg, Jan Hendrik Kruize, Henricus Nicolaas Bouwman |             |      |
| Bronze   | Water-polo       |                                   | Johannes Jacobus Rohner, Cornelis Korevaar, Cornelis Braasem, Hans Stam, Rudolph Frederik Otto van Feggelen, Frits Smol, Albert Frits Ruimschotel, Hendrikus Zacharias Keetelaar, Pieter Johannes Alexander Salomons                                                                  |             |      |